# Grafmonument van de familie Ydema-Witteveen
Het grafmonument van de familie Ydema-Witteveen op de begraafplaats bij de Sint-Vituskerk in het Friese Blauwhuis is een rijksmonument.

## Achtergrond
Het grafmonument werd opgericht voor het echtpaar Siebren Ypes Ydema (1841-1917) en Korneliske Klasens Witteveen (1846-1909).
Korneliske 

## Beschrijving
Het monument bestaat uit een beeld van een marmeren kruis van twee boomstammen, omwonden met bloeiende klimop. Op het kruis is een banderol met de tekst "RUST IN VREDE" geplaatst. Naast het kruis staat aan de ene zijde een engel met vleugels die het kruis omarmt en met de rechterhand omhoog wijst. Aan de andere zijde staat een kleiner kruis.
De sokkel heeft een driedelige voet, waarop een kubus is geplaatst met marmeren ovalen. In metalen letters is aan de voorzijde te lezen 

"RUSTPLAATS van den heer SYBERCH Y. YDEMA geb. te Workum 14 dec. 1841 overl. te Sneek 11 sept. 1917 en echtgenoote CORNELIA KL. WITTEVEEN geb. te Oosterend 16 april 1846 overl. te Sneek 25 aug 1909

## Waardering
Het grafmonument werd in 2002 in het monumentenregister opgenomen: het is "van algemeen cultuurhistorisch belang: als bijzondere uitdrukking van een geestelijke symboliek binnen een culturele/geestelijke ontwikkeling; vanwege de esthetische kwaliteit van het ontwerp; vanwege materiaalgebruik, ornamentiek en gaafheid; als essentieel onderdeel van een groter geheel dat cultuurhistorisch en architectuurhistorisch van nationaal belang is."